# Ивановка (Александровская поселковая община)
Ивановка (укр. Іванівка)село в Александровской поселковой общине Кропивницкого района Кировоградской области Украины.
До 2020 года входило в Александровский район
Население по переписи 2001 года составляло 319 человек. Телефонный код — 5242. Код КОАТУУ — 3520587502.

## История
В 1946 году указом ПВС УССР село Яновка переименовано в Ивановку.